# Luis Piedrabuena
Luis Piedrabuena, né à Carmen de Patagones le 24 août 1833 et mort à Buenos Aires le 10 août 1883, est un navigateur, explorateur et officier de marine argentin du XIXe siècle dont ses actions en Patagonie et en Terre de Feu ont consolidé la souveraineté de la République argentine à l’époque où ces terres étaient pauvrement peuplées par les Amérindiens tehuelches et par une très petite population d’origine européenne. Considéré comme un des pionniers les plus importants de Patagonie, il devient lieutenant-colonel de Marine, grade militaire correspondant à l’actuel capitaine de frégate.

## Biographie
Âgé de 15 ans et embarqué sur une baleinière, il est le premier Argentin en Antarctique. En 1848, sur sa goélette, il débarque sur les îles Malouines pour charger des vivres et poursuivre le voyage vers le cap Horn et l’Antarctique pour chasser les baleines. 
Entre 1849 et 1863, il parcourt constamment les eaux de l’Atlantique Sud, le détroit de Magellan et les canaux autour de la Terre de Feu afin de transporter des provisions pour les missions évangéliques de la région, des ovins et des bovins pour les îles Malouines. Il parvient à aider de très nombreux naufragés. Ceux-ci étant le plus souvent, dans ce climat austral, condamnés à mourir de froid et de la famine.
En 1862, après d’autres séjours sur l’île des États, il y érige un petit refuge à l’endroit où — douze ans plus tard — la Marine argentine fera bâtir le phare de San Juan de Salvamento, plus connu comme le phare du bout du monde et où sera hissé le drapeau de l’Argentine.
L’année  suivante, il grave sur un rocher du cap Horn : « Ici finit le territoire de la République Argentine ».
L’île des États, l’Antarctique, le fleuve Santa Cruz, la Terre de Feu, le détroit de Magellan, Punta Arenas, le cap Horn ont été les témoins de ses exploits navals.

## Hommages
- Plusieurs navires de la Marine argentine ont été baptisés en son honneur.
- La localité rurale de Julia Dufour dans la province de Santa Cruz a été nommée en l'honneur de son épouse.